# 文山蓝果树
文山蓝果树（学名：Nyssa wenshanensis）为蓝果树科蓝果树属下的一个种。其种加词“wenshanensis”意为“云南文山的”。